# Peace in the Valley: The Complete Gospel Recordings
Peace In The Valley — (с англ. — «Мир в долине») — бокс-сет американского музыканта Элвиса Пресли, в который вошли исключительно госпел-композиции, записанные музыкантом в период с 1956 по 1977 год — активные годы музыкальной карьеры музыканта. Бокс-сет выпущен 12 сентября 2000 года.

## О бокс-сете
Peace In The Valley представляет собой расширенное издание одноимённой пластинки 1957 года, выпущенной ограниченным тиражом, и включает три CD. Первый диск включает записи студийных альбомов His Hand In Mine (1960) и How Great Thou Art (1967). В дополнение к ранее известным госпел-альбомам, в альбоме представлены редкие записи музыкальных сессий Million Dollar Quartet, в который входили музыканты: Элвис Пресли, Джерри Ли Льюис, Карл Перкинс и Джонни Кэш, а также записи «живых» концертов, неформальных выступлений музыканта и ранее невыпущенные альтернативные треки, также записанные в жанре «госпел». Южный госпел — сильно ритмичная религиозная музыка, которая произвела сильное впечатление на молодого Элвиса Пресли. Певец часто исполнял мелодии госпела перед своими основными музыкальными сессиями и концертами.
Издание включает компиляцию дисков His Hand In Mine (1960), How Great Thou Art (1967), а также несколько песен из альбома You’ll Never Walk Alone, полностью содержащего госпел-мелодии. Второй CD содержит записи студийного альбома 1972 года — He Touched Me, в записи которого приняли участие «The Imperials», а также несколько композиций в жанре «госпел» из серии альбомов 1970-х годов: Good Times (1974), Elvis Now (1972), Love Letters From Elvis (1971), Promised Land (1975). Третий CD содержит редкие записи музыкальных сессий «Million Dollar Quartet», отобранных для основного жанра бокс-сета, записи «живых» выступлений и альтернативные треки.

## Список композиций

### Диск 1
На диске собраны композиции из госпел-альбомов His Hand In Mine, How Great Thou Art, а также несколько песен из альбома You’ll Never Walk Alone.
| №   | Название                                                                | Композитор(ы)                                                | Длительность |
| --- | ----------------------------------------------------------------------- | ------------------------------------------------------------ | ------------ |
| 1.  | «His Hand in Mine» (из альбома His Hand In Mine)                        | Mosie Lister                                                 | 3:19         |
| 2.  | «I'm Gonna Walk Dem Golden Stairs» (из альбома His Hand In Mine)        | Cully Holt                                                   | 1:52         |
| 3.  | «In My Father’s House» (из альбома His Hand In Mine)                    | Aileene Hanks                                                | 2:06         |
| 4.  | «Milky White Way» (из альбома His Hand In Mine)                         | Traditional; арр. Элвиса Пресли                              | 2:15         |
| 5.  | «Known Only to Him» (из альбома His Hand In Mine)                       | Stuart Hamblen                                               | 2:08         |
| 6.  | «I Believe in the Man in the Sky» (из альбома His Hand In Mine)         | Richard Howard                                               | 2:12         |
| 7.  | «Joshua Fit the Battle» (из альбома His Hand In Mine)                   | Traditional; арр. Элвиса Пресли                              | 2:41         |
| 8.  | «He Knows Just What I Need» (из альбома His Hand In Mine)               | Mosie Lister                                                 | 2:13         |
| 9.  | «Swing Down, Sweet Chariot» (из альбома His Hand In Mine)               | Traditional; арр. Элвиса Пресли                              | 2:34         |
| 10. | «Mansion Over the Hilltop» (из альбома His Hand In Mine)                | Ira Stanphill                                                | 2:57         |
| 11. | «If We Never Meet Again» (из альбома His Hand In Mine)                  | Albert E. Brumley                                            | 1:59         |
| 12. | «Working on the Building» (из альбома His Hand In Mine)                 | Hoyle/Bowles                                                 | 1:52         |
| 13. | «Crying in the Chapel» (из альбома How Great Thou Art)                  | Artie Glenn                                                  | 2:23         |
| 14. | «How Great Thou Art» (из альбома How Great Thou Art)                    | Stuart K. Hine, original - Carl Boberg                       | 3:00         |
| 15. | «In the Garden» (из альбома How Great Thou Art)                         | C. Austin Miles                                              | 3:09         |
| 16. | «Somebody Bigger Than You or I» (из альбома How Great Thou Art)         | Sonny Burke, Hy Heath, John Lange                            | 2:25         |
| 17. | «Farther Along» (из альбома How Great Thou Art)                         | Traditional: арр. Элвиса Пресли                              | 4:03         |
| 18. | «Stand by Me» (из альбома How Great Thou Art)                           | Traditional: арр. Элвиса Пресли                              | 2:27         |
| 19. | «Without Him» (из альбома How Great Thou Art)                           | Traditional; арр. Элвиса Пресли (оригинал - Charles Tindley) | 2:27         |
| 20. | «So High» (из альбома How Great Thou Art)                               | Traditional; арр. Элвиса Пресли                              | 1:56         |
| 21. | «Where Could I Go But to the Lord» (из альбома How Great Thou Art)      | James B. Coats                                               | 3:35         |
| 22. | «By and By» (из альбома How Great Thou Art)                             | Traditional; арр. Элвиса Пресли                              | 1:49         |
| 23. | «If the Lord Wasn’t Walking by My Side» (из альбома How Great Thou Art) | Henry Slaughter                                              | 1:37         |
| 24. | «Run On» (из альбома How Great Thou Art)                                | Traditional; арр. Элвиса Пресли                              | 2:21         |
| 25. | «Where No One Stands Alone» (из альбома How Great Thou Art)             | Mosie Lister                                                 | 2:42         |
| 26. | «We Call on Him»                                                        | Traditional; арр. Элвиса Пресли                              | 2:12         |
| 27. | «You’ll Never Walk Alone» (из альбома You’ll Never Walk Alone)          |                                                              | 2:11         |
| 28. | «Who Am I?» (из альбома You’ll Never Walk Alone)                        | Charles Goodman                                              | 3^20         |
| 29. | «Life» (из альбома Love Letters From Elvis)                             | Shirl Milete                                                 | 3:10         |

### Диск 2
На диске собраны композиции из госпел-альбома He Touched Me, а также несколько госпел-композиций из серии альбомов 1970-х годов:
 Good Times, Elvis Now, Love Letters From Elvis, Promised Land и «живые» записи альбома Elvis As Recorded Live On Stage In Memphis.
| №   | Название                                                                              | Композитор(ы)                          | Длительность |
| --- | ------------------------------------------------------------------------------------- | -------------------------------------- | ------------ |
| 1.  | «Only Believe» (из альбома Love Letters From Elvis)                                   | Paul Rader                             | 2:50         |
| 2.  | «He Touched Me» (из альбома He Touched Me)                                            | William J. Gaither                     | 2:40         |
| 3.  | «I’ve Got Confidence» (из альбома He Touched Me)                                      | Andrae Crouch                          | 2:23         |
| 4.  | «Amazing Grace» (из альбома He Touched Me)                                            | William J. Gaither; арр. Элвиса Пресли | 3:36         |
| 5.  | «Seeing Is Believing» (из альбома He Touched Me)                                      | West-Spreen                            | 2:55         |
| 6.  | «He Is My Everything» (из альбома He Touched Me)                                      | Dallas Frazier                         | 2:42         |
| 7.  | «Bosom of Abraham» (из альбома He Touched Me)                                         | Johnson-McFadden-Brooks-Presley        | 1:37         |
| 8.  | «An Evening Prayer» (из альбома He Touched Me)                                        | Battersby-Gabriel                      | 1:56         |
| 9.  | «Lead Me, Guide Me» (из альбома He Touched Me)                                        | Doris Akers                            | 2:42         |
| 10. | «There Is No God But God» (из альбома He Touched Me)                                  | Bill Kenny                             | 2:21         |
| 11. | «A Thing Called Love»                                                                 | Jerry Reed Hubbard                     | 2:27         |
| 12. | «I. John» (из альбома He Touched Me)                                                  | Johnson-Brooks-McFadden                | 2:18         |
| 13. | «Reach Out to Jesus» (из альбома He Touched Me)                                       | Ralph Carmichael                       | 3:13         |
| 14. | «Miracle of the Rosary» (из альбома Elvis Now)                                        |                                        | 2:16         |
| 15. | «Put Your Hand in the Hand» (из альбома Elvis Now)                                    | Gene MacLellan                         | 3:17         |
| 16. | «I Got a Feelin’ in My Body» (из альбома Good Times)                                  | Dennis Linde                           | 3:33         |
| 17. | «Help Me» (из альбома Promised Land)                                                  | Presley, Larry Gatlin                  | 2:29         |
| 18. | «If That Isn’t Love» (из альбома Good Times)                                          | Dottie Rambo                           | 2:33         |
| 19. | «Help Me - (live)» (из альбома Elvis As Recorded Live On Stage In Memphis)            | Presley, Larry Gatlin                  |              |
| 20. | «Why Me Lord - (live)» (из альбома Elvis As Recorded Live On Stage In Memphis)        | Kris Kristofferson                     | 3:26         |
| 21. | «How Great Thou Art - (live)» (из альбома Elvis As Recorded Live On Stage In Memphis) | Stuart K. Hine, оригинал - Карл Боберг | 2:09         |
| 22. | «Farther Along»                                                                       | Traditional; арр. Элвиса Пресли        | 2:36         |
| 23. | «Oh Happy Day»                                                                        | Edwin Hawkins                          | 2:25         |
| 24. | «I, John»                                                                             | Johnson-Brooks-McFadden                | 2:34         |
| 25. | «Bosom of Abraham»                                                                    | Johnson-McFadden-Brooks-Presley        | 2:00         |
| 26. | «You Better Run»                                                                      | Felix Cavaliere, Eddie Brigati         | 2:12         |
| 27. | «Lead Me, Guide Me»                                                                   | Doris Akers                            | 2:11         |
| 28. | «Turn Your Eyes Upon Jesus/Nearer My God To Thee»                                     | Traditional/Sarah Fuller Flower Adams  | 2:22         |

### Диск 3
Диск содержит редкие записи домашних музыкальных сессий, музыкальные сессии квартета Million Dollar Quartet с участием Джерри ли Льюиса, Карла Перкинса и Джонни Кэша, а также ранее невыпущенные альтернативные треки.
| №   | Название | Композитор(ы)                                                | Длительность |
| --- | --- | ------------------------------------------------------------ | ------------ |
| 1.  | «When the Saints Go Marchin’ In» (домашняя запись 1956 года)                                                                                  | Katharine Purvis, James Milton Black                         | 3:19         |
| 2.  | «Just a Little Talk With Jesus» (запись сессий Million Dollar Quartet)                                                                        | Derricks                                                     | 4:09         |
| 3.  | «Jesus Walked That Lonesome Valley» (запись сессий Million Dollar Quartet)                                                                    | Traditional                                                  | 3:28         |
| 4.  | «I Shall Not Be Moved» (запись сессий Million Dollar Quartet)                                                                                 | Traditional; арр. Элвиса Пресли                              | 2:15         |
| 5.  | «(There’ll Be) Peace in the Valley (For Me)» (запись сессий Million Dollar Quartet)                                                           | Thomas A. Dorsey                                             | 1:33         |
| 6.  | «Down by the Riverside» (запись сессий Million Dollar Quartet)                                                                                | Traditional                                                  | 2:26         |
| 7.  | «Farther Along» (запись сессий Million Dollar Quartet)                                                                                        | Traditional; арр. Элвиса Пресли                              | 2:08         |
| 8.  | «Blessed Jesus (Hold My Hand)» (запись сессий Million Dollar Quartet)                                                                         | Traditional; арр. Элвиса Пресли                              | 1:26         |
| 9.  | «On the Jericho Road» (запись сессий Million Dollar Quartet)                                                                                  | Traditional; арр. Элвиса Пресли                              | 0:52         |
| 10. | «I Just Can’t Make It by Myself» (запись сессий Million Dollar Quartet)                                                                       | Brewster                                                     | 1:04         |
| 11. | «I Hear a Sweet Voice Calling» (запись сессий Million Dollar Quartet)                                                                         | Bill Monroe                                                  | 0:36         |
| 12. | «When the Saints Go Marchin’ In» (запись сессий Million Dollar Quartet)                                                                       | Traditional                                                  | 2:18         |
| 13. | «Softly and Tenderly» (запись сессий Million Dollar Quartet)                                                                                  | Traditional                                                  | 2:42         |
| 14. | «(There’ll Be) Peace in the Valley (For Me)» (запись сессий Million Dollar Quartet)                                                           | Dorsey                                                       | 1:33         |
| 15. | «It Is No Secret (What God Can Do)» (из альбома Elvis’ Christmas Album)                                                                       | Carl Stuart Hamblen                                          | 3:09         |
| 16. | «I Believe» | Ervin Drake, Irvin Graham, Jimmy Shirl, Al Stillman          | 2:05         |
| 17. | «Take My Hand, Precious Lord» | Thomas A. Dorsey                                             | 3:16         |
| 18. | «I Asked the Lord - (alternate)» | Traditional                                                  | 2:27         |
| 19. | «He» | Traditional; арр. Элвиса Пресли                              | 2:27         |
| 20. | «Oh How I Love Jesus» | Frederick Whitfield                                          | 2:45         |
| 21. | «O Lord, Show Me Thy Ways» | Traditional                                                  | 3:35         |
| 22. | «Hide Thou Me» | Traditional; арр. Элвиса Пресли                              | 3:45         |
| 23. | «Down By The Riverside / When The Saints Go Marchin’ In»                                                                                      | Traditional                                                  | 3:37         |
| 24. | «Sing You Children» (из альбома You’ll Never Walk Alone)                                                                                      | Traditional; арр. Элвиса Пресли                              | 2:08         |
| 25. | «Swing Down, Sweet Chariot» | Traditional; арр. Элвиса Пресли                              | 2:42         |
| 26. | «Let Us Pray» (саундтрек к фильму «Смена привычки»)                                                                                           | Traditional; арр. Элвиса Пресли                              | 2:12         |
| 27. | «Gospel Medley: Sometimes I Feel Like A Motherless Child/Where Could I Go But To The Lord/Up Above My Head/Saved» (из альбома NBC-TV Special) | Традиционная спиричуэлс/James B. Coats/Sister Rosetta Tharpe | 2:11         |
| 28. | «The Lord’s Prayer» | Молитва                                                      |              |
| 29. | «How Great Thou Art - (live)» | Stuart K. Hine, original by Carl Boberg                      | 3:10         |
| 30. | «(There’ll Be) Peace in the Valley (For Me)» (фрагмент выступления «Шоу Эда Салливана»)                                                       | Thomas A. Dorsey                                             | 3:10         |

## Участники записи
- The Jordanaires
- The Imperials
- The Nashville Edition
- J.D. Sumner & The Stamps
- The Sweet Inspirations
- Кэти Вестморленд
- Шеррил Нильсен

### Million Dollar Quartet
- Элвис Пресли
- Карл Перкинс
- Джерри Ли Льюис
- Джонни Кэш